# Ruiru

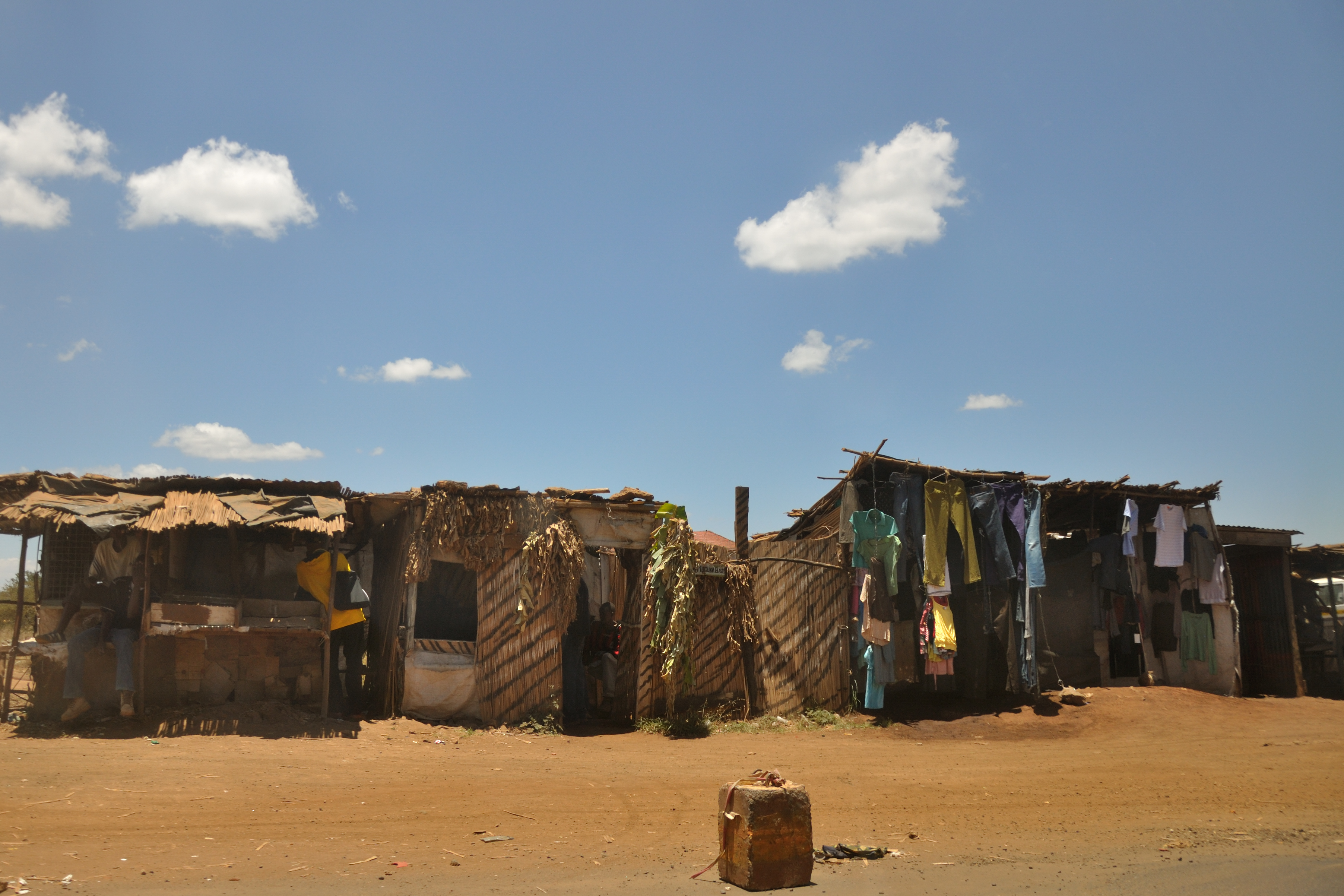
Enkel bebyggelse längs en väg i Ruiru.

Ruiru är en ort och kommun i distriktet Thika i provinsen Central i Kenya. Den är en snabbväxande nordostlig förort till Nairobi och hade 236 961 invånare i centralorten vid folkräkningen 2009, med 238 858 invånare i hela kommunen.